# التغير المناخي لسنة 2020
يوثق هذا المقال الوقائع البارزة، والنتائج البحثية، والآثار، وردود الأفعال المتعلقة بالاحتباس الحراري والتغير المناخي خلال عام 2020.

## موجز
خلصت مجلة «لانسينت كاونتداون» في ديسمبر 2020 إلى أن النزعة في سنة 2020 أظهرت «نقصًا في مستوى التقدم» في العديد من القطاعات، شملت «إخفاقًا مستمرًا في الحد من كثافة الكربون في نظام الطاقة العالمي، وزيادة استخدام الطاقة التي تعمل بالفحم، وزيادة في الانبعاثات الناتجة عن الزراعة والوفيات المبكرة الناجمة عن الاستهلاك المفرط للحوم الحمراء. قابلت تلك القضايا في جزء منها زيادة في الطاقة المتجددة وتقدم في مجال النقل منخفض الكربون». رغم زيادة ملاءمة المناخ لنقل الأمراض المعدية ونقص إنتاج المحاصيل، «بقيت الاستجابة العالمية صامتة»، إلا أن «العام 2020 سيكون على الأغلب نقطة تحول لعدد من المؤشرات التي ستظهر خلال العقد المقبل». أشارت الدراسة أيضًا إلى أن «طبيعة ونطاق التأثير الاقتصادي والاستجابة لوباء كوفيد-19 ستلعب دورًا أساسيًا في تحديد ما إذا كان العالم يفي بالتزامات اتفاق باريس للمناخ».

## القياسات والإحصاءات

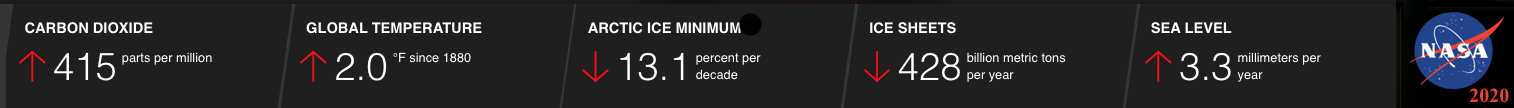
«المؤشرات الحيوية للكوكب» كما قدمتها وكالة ناسا في 31 ديسمبر 2020

- أفاد معهد جودارد لدراسات الفضاء التابع لوكالة ناسا أن متوسط درجات الحرارة العالمية في عام 2020 كان أعلى بمقدار 1.84 درجة فهرنهايت (1.02 درجة مئوية) عن متوسط الحرارة بين عامي 1951 – 1980، وهو أعلى قليلًا من عام 2016، ولكن ضمن هامش الخطأ في التحليل، مما جعل 2020 تعادل 2016 كأشد السنوات حرارة، رغم تأثير تبريد إل نينو. بشكل مستقل، توافقت نتائج برنامج كوبرنيكوس التابع للاتحاد الأوروبي مع الاستنتاج الذي توصلت إليه ناسا، في حين خلصت الإدارة الوطنية للمحيطات والغلاف الجوي ومكتب خدمة الأرصاد الجوية الوطنية في المملكة المتحدة إلى أن عام 2020 كان في المرتبة الثانية كأعلى السنوات حرارة.[4]
- خطوط العرض الشمالية العليا:
- سجلت سيبيريا ثاني ثاني أعلى درجات الحرارة لها بين شهري يناير ويونيو، أي أكثر بخمس درجات مئوية من المتوسط، بما في ذلك 10 درجات مئوية (18 فهرنهايت) فوق المتوسط في شهر يونيو. سجلت فرخويانسك الواقعة شمال الدائرة القطبية الشمالية درجة حرارة 38 درجة مئوية (100 درجة فهرنهايت) في 20 يونيو. أظهرت إحدى التحليلات أنه، وبدون تغير المناخ الناتج عن أنشطة بشرية، فإن درجات الحرارة هذه التي سجلت بين شهري يناير ويونيو سوف تحدث أقل من مرة كل 80 ألف عام.[5][6]
- كان موسم الحرائق في ساخا (سيبيريا) غير مسبوق في تسجيلات مقياس طيف التصوير ذو الدقة المتوسطة على مدى 20 عامًا من حيث بدايتها في وقت مبكر وامتدادها الشمالي، مع اشتعال بعض الحرائق على بعد 11 كيلومتر فقط من بحر تشوكشي. في الفترة من شهر مارس إلى يونيو، تجاوزت مساحة المنطقة المحترقة متوسط العشرين عامًا ب 2.9 مرات.[7]
- كان ذوبان الجليد البحري في المحيط المتجمد الشمالي في نهاية فصل الشتاء في المرتبة الحادية عشرة لأدنى درجاته، في حين سجل في نهاية فصل الصيف أدنى مستوى له، نسبة لسجل الأقمار الصناعية بين عامي 1979 و2020.
- كان حجم الجليد البحري في نصف الكرة الأرضية الشمالي لشهر أبريل 2020 أقل بألف كم3 من متوسط ما بين عامي 2010 و2019، وأظهر حجم الجليد البحري في أكتوبر 2020 أقل قيمة له في السنوات العشر السابقة بسبب ثاني أكبر خسارة له في فصل الصيف قدرها 15.215 كم3.
- بلغ متوسط تركيز ثاني أكسيد الكربون الشهري في سبتمبر 2020 في محطة ماونا لوا 411.29 جزء في المليون (مقارنة ب 408 جزء في المليون في سبتمبر 2019)، وفي كيب غريم في تسمانيا، 410.8 جزء في المليون (مقارنة ب 408.58 جزء في المليون عام 2019).
- كان الجليد القطبي الجنوبي في عام 2020 قريبًا من متوسط ما كان عليه ل 42 عامًا أو أعلى منه قليلًا.
- في 16 أغسطس، وصلت درجة الحرارة في وادي الموت إلى 54.4 درجة مئوية (129.9 فهرنهايت)، وهي أعلى درجة حرارة معروفة في العالم خلال 80 على الأقل.[8]
- في 4 يناير، سجلت بينريث، نيو ساوث ويلز، 48.9 درجة مئوية (120 فهرنهايت)، وهي أعلى درجة حرارة مسجلة في منطقة حضرية في أستراليا.
- في الشرق الأوسط، سجلت درجات الحرارة في القدس 42.7 درجة مئوية (108.8 فهرنهايت)، وفي إيلات 48.9 درجة مئوية (120 فهرنهايت)، وفي مطار الكويت 52.1 درجة مئوية (125.8 فهرنهايت)، وفي بغداد 51.8 درجة مئوية (125.2 فهرنهايت).[9]

- بلغ المحتوى الحراري للمحيط في الجزء العلوي على عمق 2000 متر (6600 قدم) رقمًا قياسيًا في عام (وفقًا للبيانات التي جمعت منذ عام 1958)، بلغ متوسط الزيادة السنوية في المعدل الخطي منذ عام 1986 أكبر بثمانية أضعاف تقريبًا من المعدل الخطي مقارنة بالفترة بين عامي 1958 و1985.
- أفادت المراكز الوطنية للمعلومات البيئية التابعة للإدارة الوطنية للمحيطات والغلاف الجوي أن الولايات المتحدة شهدت خلال شهر سبتمبر 16 حدثُا متعلقًا بالطقس والمناخ، كلّف كل منها خسائر تقدر على الأقل بمليار دولار، معادلة بذلك أرقام السنة الكاملة لعامي 2011 و2017، متجاوزة بذلك المتوسط بين عامي 1980 و2019 (بعد معادلة التضخم) ل6.6 من تلك الأحداث.[11]
- ذكر تقرير فجوة الانبعاثات الصادر عن الأمم المتحدة لعام 2020 أن الأفراد الأعلى دخلًا والذين يشكلون 1% من مجموع السكان مسؤولون عن أكثر من ضعف مجموع انبعاثات غازات الاحتباس الحراري للأفراد الأقل دخلًا والذين يشكلون 50% من مجموع السكان. لبلوغ هدف الدرجة ونصف الذي أقره اتفاق باريس للمناخ، على أولئك ال1% تخفيض انبعاثاتهم الحالية بنسبة لا تقل عن 30%، في حين أن نصيب الفرد من ال50% الأكثر فقرًا يمكن أن يزيد بحوالي ثلاثة أضعاف من مستواه الحالي.[12]

## أحداث وظواهر طبيعية
- جائحة كوفيد-19:

كنتيجة مباشرة لجائحة كوفيد-19، كان من المتوقع خفض انبعاثات الغازات الدفيئة بنسبة 8% في عام 2020، وهو ما سيكون أكبر انخفاض مسجل خلال سنة واحدة. كان ذلك التوقع نتيجة لتقلص النشاط الاقتصادي وليس بسبب خفض الكربون الناتج عن الأنشطة الاقتصادية حسب ما كان مطلوبًا للتصدي لتغير المناخ.
حسب تقديرات المشروع العالمي للكربون فإن الانبعاثات اليومية من ثاني أكسيد الكربون ربما انخفضت انخفضت بنسبة 17% خلال الفترات الأكثر شدة من الإغلاقات الناجمة عن جائحة كوفيد-19، ولكن نشرة غازات الاحتباس الحراري التابعة للمنظمة العالمية للأرصاد الجوية أشارت إلى أن ذلك التأثير قصير الأمد من غير الممكن أن يتسبب في تجاوز الرقم السنوي لعام 2020 بمقدار جزء في المليون ضمن المتغير السنوي.
- حرائق الغابات في أستراليا

بحلول شهر مارس 2020، أحرقت حرائق «الصيف الأسود» ما يقرب من 19 مليون هكتار (46.95 فدانًا أو 190 ألف كيلومتر مربع)، ودمرت أكثر من 3000 منزل، وقتلت 33 شخصًا، وأكثر من مليار حيوان، ويقدر أن أثر الخسائر الناتجة عنها بلغ 20 مليار دولار، وهو ما يتجاوز الرقم القياسي البالغ 4.4 مليار دولار الذي سجلته حرائق «السبت الأسود» سنة 2009.
وجد تحليل نموذجي لظروف الحرارة والجفاف التي كانت وراء حرائق الغابات الأسترالية تلك أن تغير المناخ الناتج عن الأنشطة البشرية تسبب في زيادة احتمالية ارتفاع الحرارة الشديدة بمعامل إثنين على الأقل، فضلًا عن زيادة خطورة «مؤشر طقس الحرائق» ليصل إلى حالة «شديد» أو أسوأ بنسبة 30% على الأقل.